# Кеба Олександр Володимирович
Кеба Олександр Володимирович — доктор філологічних наук, професор, завідувач кафедри зарубіжної літератури, проректор з наукової роботи Кам’янець-Подільського національного університету імені Івана Огієнка, академік Академії наук вищої освіти України, член експертної ради з гуманітарних наук Державної акредитаційної комісії України.

## Життєвий та творчий шлях
Народився 31 липня 1959 р. в Старокостянтинові. У 1976 р. закінчив школу і вступив на філологічний факультет. У 1980-1981 рр. вчителював у Новосільській середній школі Ярмолинецького району. 
1987 р. закінчив аспірантуру Харківського державного педагогічного інституту за спеціальністю «Російська література». 1988 р. в Одеському державному університеті захистив дисертацію та став кандидатом філологічних наук. З 1988 р. — завідувач кафедри російської та зарубіжної літератури. 1988-2001 рр. — навчання в докторантурі Харківського державного педагогічого університету. З 2002 р. — декан новоствореного факультету іноземної філології Кам'янець-Подільського національного університету. 2003 р. захистив докторську дисертацію за двома спеціальностями: «Російська література» i «Порівняльне літературознавство». 2005 р. йому присвоєно вчене звання професора кафедри зарубіжної літератури та мовознавства. З 2006 р. він проректор з наукової роботи.
Наукові інтереси пов'язані з такими галузями філології, як порівняльне літературознавство, історія світової літератури XX ст. Автор понад 130 наукових праць і монографії, навчально-методичних посібників, методичних рекомендацій вчителям і студентам, статей, які публікуються не лише в Україні, а й за кордоном.

## Науковий доробок
- Зарубіжна література: 10 кл.: Матеріали до вивч. / Базилевич, М.Л., Шулик, П.Л., Кеба, О.В. - Кам'янець-Подільський: Абетка, 2000. - 243 с.
- Зарубіжна поезія другої половини XIX - XX сторіччя: посіб. / О. В. Кеба,- Кам'янець Подільський : Абетка-НОВА, 2003. - 156 с.
- Драматургія кінця XIX - XX ст. (Г. Ібсен, Б. Шоу, Б. Брехт): Матеріали до вивчення / Голубішко І.Ю. Кеба О.В., Шулик П.Л. – Кам’янець Подільський: Абетка НОВА, 2006. – 220 с.

## Нагороди
- Відмінник освіти України.
- Почесні грамоти Верховної Ради України та грамоти Міністерства освіти та науки України.

## Інтернет-джерела
- Кам'янець-Подільський національний університет
- Експертна рада з гуманітарних та соціальних наук при ДАК України[недоступне посилання з липня 2019]
- Каталоги - НБУВ
- Львівська обласна науково-педагогічна бібліотека[недоступне посилання з серпня 2019]